# Vápenec

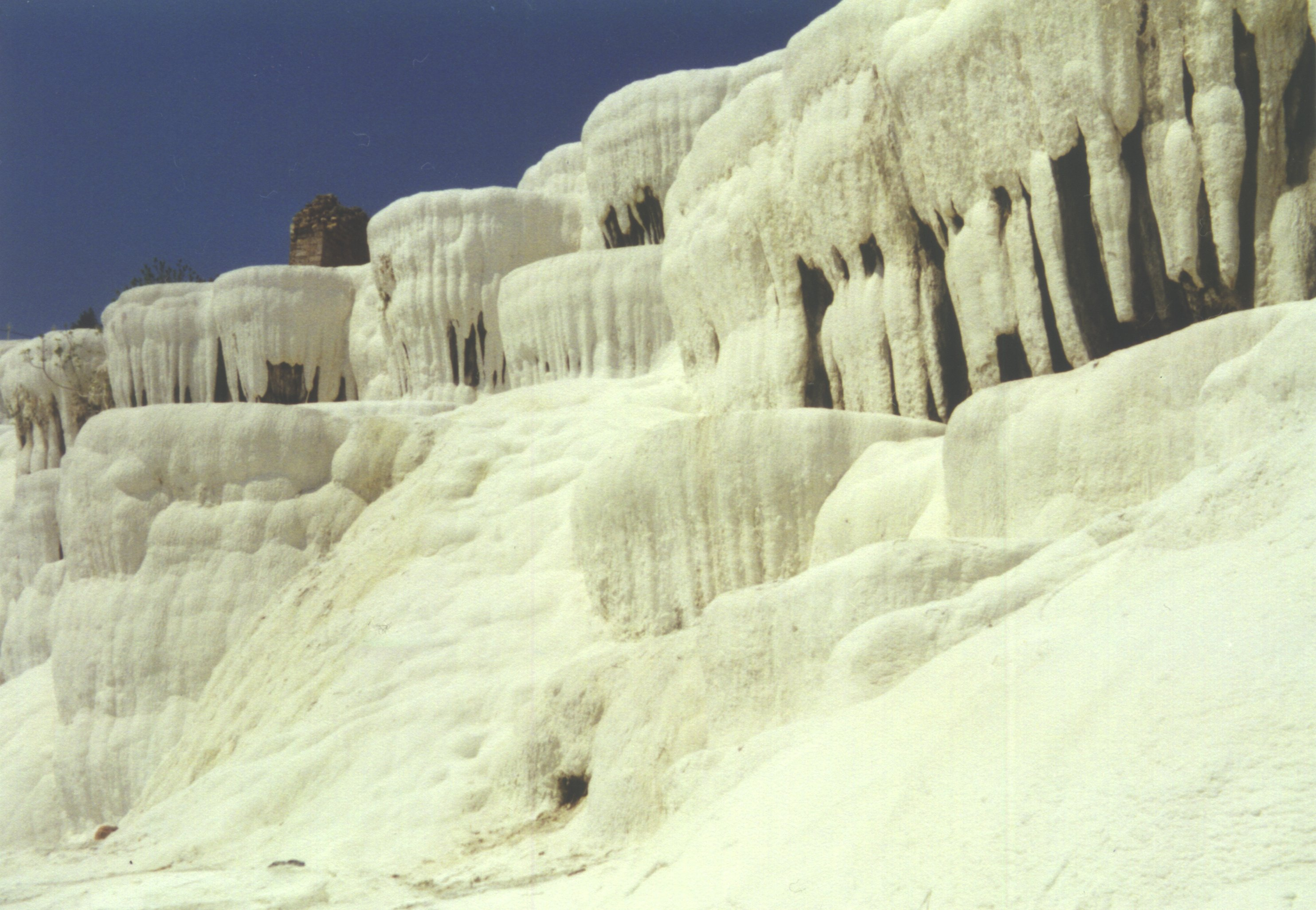
Vápenec v tureckém Pamukkale

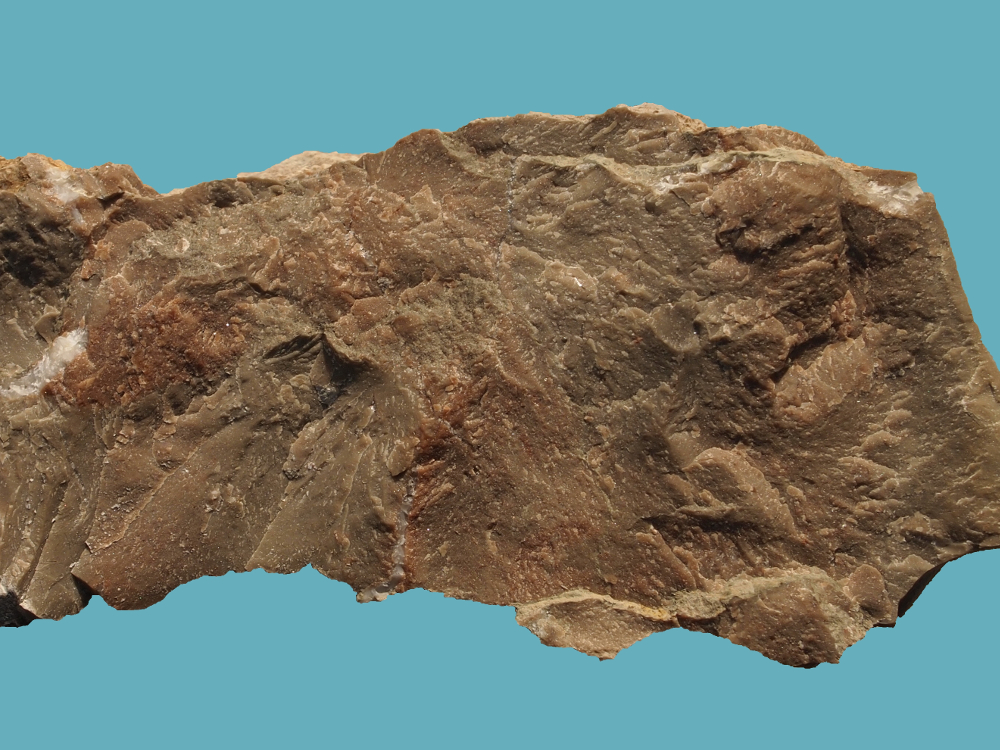
Vápenec (Malá Amerika v Českém Krasu)

Vápenec je jemnozrnná až celistvá sedimentární hornina. V převážné míře (nad 80 %) je složena z uhličitanu vápenatého (CaCO3) ať už ve formě kalcitu, nebo aragonitu. Jako příměsi se vyskytují dolomit, siderit, křemen, jílové minerály a úlomky zkamenělin. Vápenec společně s dolomitem tvoří čtyři pětiny všech sedimentů na povrchu Země.
Čisté vápence jsou bílé. Chemicky čistý organodetrický nezpevněný kalový vápenec se nazývá křída. Různé příměsi zabarvují horninu do šeda, červena (oxidy železa), zejména když je vystavena zvětrávání.
Vápence vznikají biochemicky a biomechanicky. Biochemicky vzniklé vápence byly vytvořeny biochemickými procesy organismů, například korálové útesy. Biomechanicky vzniklé vápence vznikají nahromaděním skořápek a ulit měkkýšů. Tyto vápence nazýváme organogenní nebo také organodetritické.
Vápence podléhají krasovění. Tvoří rozsáhlé oblasti – krasy. Povrch vápencových skal bývá různě rozbrázděný, doslova rozleptaný. Je to dáno tím, že vápenec se snadno rozpouští vodou, ve které je obsažený oxid uhličitý. Těmto členitým povrchům se říká škrapy. Uvnitř vápencových masívů zase vznikají propasti a rozsáhlé jeskynní systémy, které se často pyšní krásnou krápníkovou výzdobou.
Vápence se používají  k výrobě páleného vápna, cementu, drceného kameniva i pro ušlechtilou kamenickou výrobu, v metalurgii, chemickém průmyslu, papírenství a v mnoha dalších oborech. Jemnozrnný vápenec se používá pro tiskovou techniku zvanou litografie (kamenotisk).

## Reakce
Vápenec bouřlivě reaguje se zředěnou kyselinou chlorovodíkovou, při jejich kontaktu se uvolňuje oxid uhličitý a vápenec šumí.

### Koloběh vápence v průmyslu:
pálení vápna:
CaCO3+ teplo → CaO (pálené vápno) + CO2 (oxid uhličitý)
hašení vápna:
CaO + H2O → Ca(OH)2 (hašené vápno)
tvrdnutí vápna:
Ca(OH)2 + CO2 → CaCO3 (vápenec) + H2O

### Koloběh vápence v přírodě:
CaCO3  + CO2 + H2O ↔ Ca(HCO3)2  (hydrogenuhličitan vápenatý)
Při uvolňování oxidu uhličitého (a vody) z hydrogenuhličitanu vápenatého vznikají krápníky.

## Výskyt

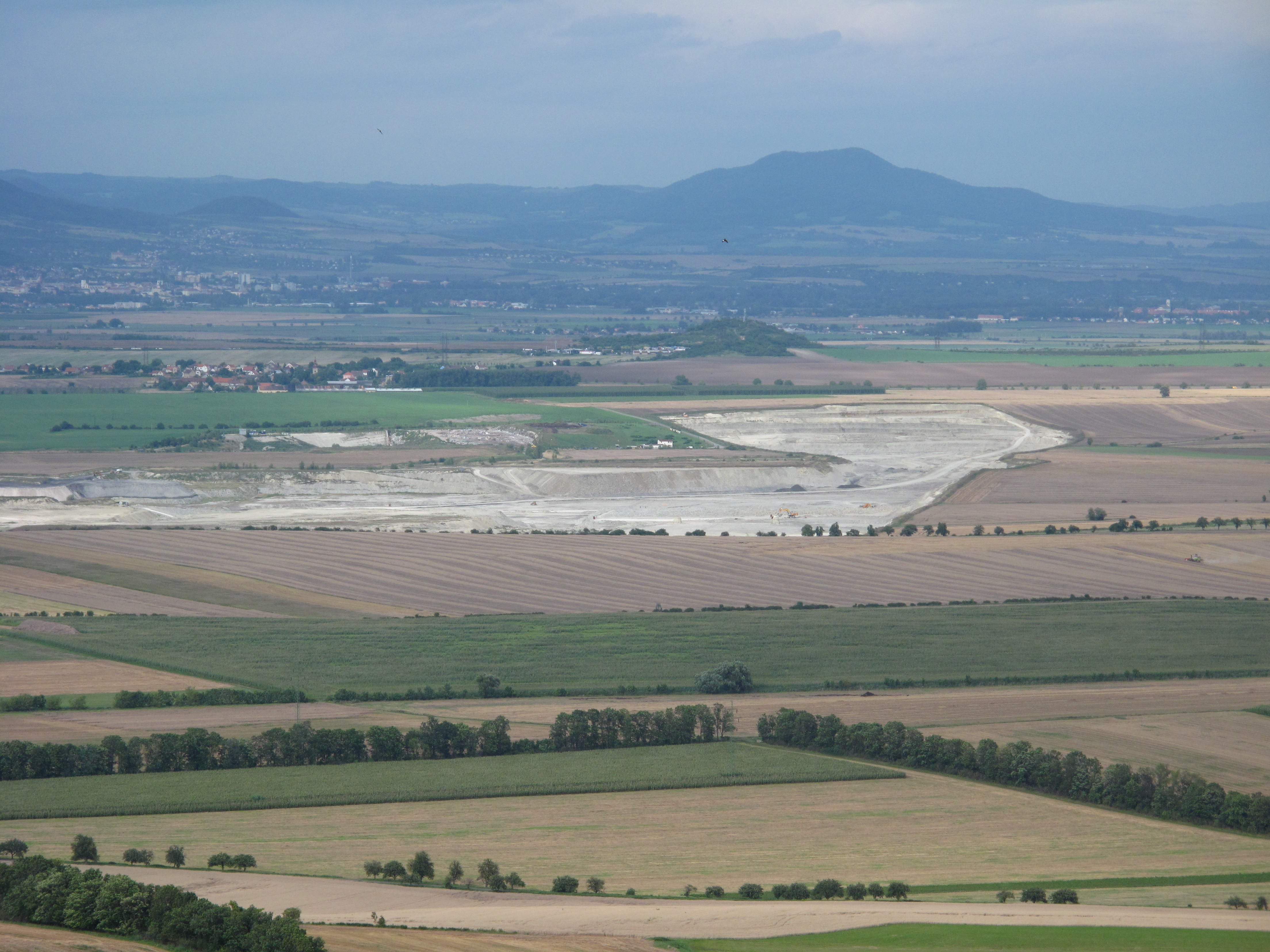
Těžba vápence u Úpohlav v Polabí

### Česko
Barrandien, Český kras, Moravský kras, Čížkovice, Olomoucko a Prostějovsko, Pavlovské vrchy, Prachovice, Štramberk, Sušice atd.

### Slovensko
Slovenský kras, Slovenské rudohoří atd.

### Svět
Chorvatsko (Dalmácie, pohoří Velebit, Kvarnerský záliv), Slovinsko (pohoří Kras), jižní Francie (Languedoc, Francouzské středohoří), Velká Británie (Portland, Dover), Polsko (Krakovsko-čenstochovská jura), Rumunsko (pohoří Apuseni), Turecko (Pamukkale), Afghánistán (Band-e Amír), Vietnam (zátoka Ha Long), Thajsko (zátoka Phang Nga), Malajsie, Malta, USA (Carlsbadské jeskyně, planina Ozark, Illinois, Indiana) atd.

## Využití
Vápenec je důležitou surovinou pro mnoho odvětví průmyslu.
- Cukrovary – vyžadují vysoce čistý vápenec (obsah CaCO3 minimálně 94 %)
- Výroba celulózy
- Hutní výroba (vápenec s velmi malým obsahem hořčíku a fosforu)
- Odsiřování